# Alpes Maritimae
Alpes Maritimae (pol. Alpy Nadmorskie) – mała prowincja rzymska założona przez Oktawiana Augusta w 14 p.n.e.  ze stolicą w Cemenelum (obecnie Cimiez – dzielnica Nicei we Francji).